# Manura jug-igi
Manura jug-igi (마누라 죽이기?), noto anche con il titolo internazionale How to Top My Wife, è un film del 1994 diretto da Kang Woo-suk.

## Trama
Park Bong-soo, capo di un'azienda specializzata nella produzione di pellicole cinematografiche, si innamora e sposa una delle impiegate della società, Jang So-young. Dopo che i due iniziano costantemente a litigare per la gestione dell'azienda, stanco della propria vita matrimoniale, Bong-soo decide di intraprendere segretamente una relazione con la protagonista di un film che sta producendo, Kim Hye-ri.
La giovane desidera che l'uomo lasci la moglie, tuttavia Bong-soo ritiene che il divorzio darebbe vita a troppe complicazioni: dopo aver così provato ad uccidere da solo la moglie, decide di assumere un sicario, tuttavia i tentativi di uccidere So-young non riescono ad andare a buon fine.